# Rose Peak
Der Rose Peak ist ein 655 m hoher Berg auf King George Island im Archipel der Südlichen Shetlandinseln. Er ragt 3 km südwestlich des Rea Peak und 5 km nordöstlich der Ternyck Needle im Zentrum der Insel auf.
Das UK Antarctic Place-Names Committee benannte ihn 1960 nach dem Kutter Rose des britischen Walfangunternehmens Samuel Enderby & Sons, der als Begleitschiff des Schoners Hopeful Ende 1833 oder im Januar 1834 bei 60° 17′ S, 53° 26′ W vom Packeis zerquetscht wurde. Die Besatzung konnte lebend geborgen werden.